# Ibiporã
Ibiporã este un oraș în Paraná (PR), Brazilia.